# Lauri Haukkamaa
Lauri Haukkamaa es un director de cine y guionista finlandés. También ha trabajado como  productor cinematográfico. Haukkamaa también ha dirigido videoclips para bandas y artistas finlandeses. Actualmente trabaja para Crea Filmi Oy, empresa en la que trabaja desde 2004.

## Películas
- Viimeistä kesää (1998) (dirección/producción)[1]
- Sankarit (2002) (dirección/guionista)[1]
- The Kin (2004) (dirección/guionista)[1]

## Vídeos musicales
- Samuli Edelmann: Huilunsoittaja (1997) (producción)[1]
- My green eyed monster - Supperheads (1997) (producción)[2]